# HD 16760
HD 16760 é um sistema estelar binário cerca de 150 anos-luz de distância a partir da Terra na constelação de Perseus. A estrela primária HD 16760 (HIP 12638) é uma estrela da sequência principal do tipo G semelhante ao nosso Sol, a secundária HIP 12635 tem uma magnitude 1.521 vezes mais fraca e está localizada a uma separação de 14,6 segundos de arco a partir do primário, o que corresponde a uma separação física de pelo menos 660 UA. Anunciada em julho de 2009, HD 16760 foi confirmada para ter um objeto subestelar orbitando-a. Atualmente não é conhecido se este objeto é uma anã marrom ou um planeta extrassolar.

## Companheiro subestelar
O objeto companheiro foi descoberto de forma independente pelo programa de busca por planetas extrassolares SOPHIE e o Consórcio N2K. Tem uma massa superior ao limite inferior necessária para a fusão do deutério no seu interior. Este critério é usado às vezes para distinguir entre as anãs marrons, que se encontram acima do limite e os planetas que se encontram abaixo do limite. No entanto a sua órbita é quase circular, indicando que ele pode ter se formado da mesma maneira que os planetas, a partir de um disco circunstelar. A formação de planetas massivos até 20-25 massas de Júpiter tem sido previsto em alguns modelos do processo de acreção de núcleo. A identidade deste objeto como uma anã marrom ou um planeta massivo não ficou, assim, claro.
No entanto, recentemente dados analisados a partir de imagem direta, usando telescópios em terra equipados com óptica adaptativa, do objeto companheiro revelou que ele está alinhado em uma face muito mais em órbita do que se pensava anteriormente. Consequentemente, sua massa foi revista para ser maior. Já não é considerado para ser um grande gigante gasoso ou até mesmo uma anã marrom mas com uma nova massa calculada em cerca de um quarto da de nosso Sol, ou cerca de 300 massas de Júpiter, é facilmente qualifica como um objeto estelar, provavelmente uma anã vermelha.